# میلیسنت کامری
میلیسنت ای. کامری (زادهٔ ۶ اوت ۱۹۴۸) که در کینگستون، جامائیکا بزرگ شده است، یک پزشک متخصص در زایمان و بیماری‌های زنان است. در طول دوران حرفه‌ای خود، او در رد هوک (بروکلین، نیویورک) و کشور جامائیکا کار کرده است. او به زبان‌های انگلیسی و اسپانیایی مسلط است و دانش کاری از زبان آلمانی دارد.

## تحصیلات
کامری به ایالات متحده مهاجرت کرد تا در دانشگاه مورگان در بالتیمور، مریلند، و دانشکده پزشکی دانشگاه هاوارد در واشینگتن، دی.سی. تحصیل کند. او در مرکز پزشکی داونستیت دانشگاه ایالتی نیویورک در بروکلین، نیویورک، تحصیلات خود را ادامه داد و در سال ۱۹۷۶ مدرک پزشکی خود را دریافت کرد. کامری بعداً در مدرسه بهداشت عمومی مِیلمن دانشگاه کلمبیا تحصیل کرد و مدرک کارشناسی ارشد بهداشت عمومی با تمرکز بر سلامت مادر و کودک را دریافت نمود.

## حرفه
کامری در حال حاضر در مرکز پزشکی میمونیدس در بروکلین، نیویورک، فعالیت می‌کند و در زمینه زایمان و بیماری‌های زنان تخصص دارد. تمرکز او به‌طور خاص بر روی فیبروم رحم و میومکتومی رحم است. او روش‌هایی را توسعه داده است که به زنان اجازه می‌دهد رحم خود را حفظ کنند و نیازی به هیسترکتومی نداشته باشند. کامری بنیان‌گذار و مدیر پزشکی مرکز سلامت زنان بروکلین هایتس میمونیدس است. او مرکز فیبروم میمونیدس را تأسیس کرد که تنها مرکز در بروکلین است که درمان‌های زنان، جراحی و رادیولوژی را یکپارچه ارائه می‌دهد.
کامری همچنین عضو سازمان توسعه بین‌المللی و انجمن کارائیب-آمریکایی است و مدیریت مرکز نجات دختران مِرتل فرگوسن در کینگستون، جامائیکا را بر عهده دارد. در سال ۲۰۱۳، او به‌عنوان سخنران مهمان در شبکه BRIC TV حضور یافت تا دربارهٔ سلامت افراد دو نژادی و چند نژادی صحبت کند. در این مصاحبه، او بر اهمیت ارائه اطلاعات شخصی و پیشینه قومی به پزشکان تأکید کرد تا پزشکان بتوانند آزمایش‌های لازم را پیشنهاد دهند. کامری به مدت ۱۷ سال (از ابتدای تأسیس) در هیئت مدیره بنیاد ابتکار رد هوک (RHI) خدمت کرده و باسابقه‌ترین عضو این هیئت است.

## جوایز و افتخارات
به افتخار او، صندوقی با نام «دکتر میلیسنت کامری» ایجاد شده است که آموزش و مراقبت‌های سلامت باروری را در رد هوک، بروکلین، تضمین می‌کند. بین سال‌های ۲۰۰۲ تا ۲۰۱۴، او جایزه برترین پزشکان منطقه مترو نیویورک را دریافت کرد. کامری به‌عنوان یکی از ۱۰ پزشک زن برتر متولد شده در کارائیب و شاغل در ایالات متحده توسط رسانه نیوز آمریکا شناخته شده است.
او همچنین جایزه «استاد برتر آموزش» در رشته زایمان و بیماری‌های زنان را از انجمن فارغ‌التحصیلان داونستیت دریافت کرده است. در سال ۲۰۱۳، کامری به دلیل خدمات اجتماعی، جایزه مارکوس گاروی را دریافت کرد. در سال ۲۰۱۶، دولت جامائیکا نشان افتخار با رتبه افسری را به او اعطا کرد.
در همان سال، او جایزه «رهبر در پزشکی» را از سوی انجمن کنسول‌های خارجی دریافت کرد، که نماینده بزرگ‌ترین هیئت کنسولی جهان در نیویورک است. در سال ۲۰۲۱، بنیاد کارنگی نیویورک، کامری را به‌عنوان یکی از برندگان «جایزه مهاجران بزرگ» معرفی کرد.

## زندگی شخصی
برادر کامری، فنتون فرگوسن، وزیر بهداشت جامائیکا بود. دکتر کامری با فردریک کامری ازدواج کرده و دو دختر دارد. پس از درگذشت یکی از دخترانش در سال ۲۰۱۵، او به کار در مرکز زنان میمونیدس ادامه داد. دختر دیگر او، ساچا کامری جکسون-چین، وکیل دادگستری است و در فریپورت، لانگ آیلند دفتر وکالت خود را دارد.